# Parafia NMP Nieustającej Pomocy w Kamionce
Parafia Najświętszej Maryi Panny Nieustającej Pomocy w Kamionce – rzymskokatolicka parafia znajdująca się w diecezji kiszyniowskiej w dekanacie naddniestrzańskim, de iure w Mołdawii, de facto w Naddniestrzu. Opiekę nad parafią sprawują sercanie.

## Historia
Obecność katolików w mieście jest potwierdzona w XVII w, gdy Kamionka znajdowała się w Rzeczypospolitej Obojga Narodów. Kamioneccy katolicy należeli do parafii św. Stanisława BM w Józefgrodzie, a następnie do parafii św. Kajetana w Raszkowie. 30 kwietnia 2008 biskup kiszyniowski Anton Coșa erygował parafię w Kamionce. 28 czerwca 2025 roku biskup Anton Coşa poświęcił nowy kościół. 

## Proboszczowie
- ks. Marcin Januś SCJ (2008–?)[1]
- ks. Rusłan Pogrebnyj SCJ (?– )[1]